# Budcat Creations
Budcat Creations was een computerspelontwikkelaar uit Iowa City, Verenigde Staten. Het was volledig eigendom van Activision Blizzard maar had voorheen ook connecties met Electronic Arts en Majesco.

## Games
| Uitgavedatum | Titel                              | Platform      | Uitgever        |
| ------------ | ---------------------------------- | ------------- | --------------- |
| 2009         | Band Hero                          | PS2           | Activision      |
| 2009         | Our House Party                    | Wii           | Majesco         |
| 2009         | Guitar Hero 5                      | PS2, Wii      | Activision      |
| 2009         | Guitar Hero: Metallica             | PS2, Wii      | Activision      |
| 2008         | Guitar Hero: World Tour            | PS2, Wii      | Activision      |
| 2008         | Guitar Hero: Aerosmith             | PS2           | Activision      |
| 2008         | Blast Works: Build, Trade, Destroy | Wii           | Majesco         |
| 2007         | Guitar Hero III: Legends of Rock   | PS2           | Activision      |
| 2007         | The New York Times Crosswords      | NDS           | Majesco         |
| 2007         | Medal of Honor: Vanguard           | PS2, Wii      | Electronic Arts |
| 2007         | Arena Football: Road to Glory      | PS2           | EA Sports       |
| 2006         | Nacho Libre                        | NDS           | Majesco         |
| 2005         | Madden NFL 06                      | PC            | EA Sports       |
| 2005         | Psychonauts                        | PS2           | Majesco         |
| 2004         | Total Club Manager 2005            | Xbox, PS2     | EA Sports       |
| 2004         | Madden NFL 2005                    | PC            | EA Sports       |
| 2003         | Total Club Manager 2004            | Xbox, PS2     | EA Sports       |
| 2003         | Madden NFL 2004                    | PS1, GBA      | EA Sports       |
| 2003         | NASCAR Thunder 2004                | PS1           | EA Sports       |
| 2002         | NASCAR Thunder 2003                | PS1           | EA Sports       |
| 2002         | Madden NFL 2003                    | PS1, GBA      | EA Sports       |
| 2002         | NHL 2002                           | GBA           | EA Sports       |
| 2002         | Desert Strike Advance              | GBA           | Electronic Arts |
| 2001         | Madden NFL 2002                    | PS1, N64, GBA | EA Sports       |